# Betageri, Khanapur
Betageri là một làng thuộc tehsil Khanapur, huyện Belgaum, bang Karnataka, Ấn Độ.